# Halolaelapidae
Famille
Les Halolaelapidae  sont une famille d'acariens Parasitiformes Mesostigmata. Elle contient six genres et 60 espèces.
Les Halodarciinae Evans & Fain, 1995 sont inclus.

## Classification
- Dinychella Berlese, 1888
- Halodarcia Karg, 1969
- Halolaelaps Berlese & Trouessart, 1889 synonymes Saintdidieria Oudemans, 1939, Saproseius Karg, 1965 & Saprolaelaps Leitner, 1947
  - Halolaelaps (Halolaelaps) Berlese & Trouessart, 1889
  - Halolaelaps (Haloseius) Blaszak & Ehrnsberger, 1998
  - Halolaelaps (Halogamasellus) Blaszak & Ehrnsberger, 1995
  - Halolaelaps (Saprogamasellus) Götz, 1952
- Halozercon Wisniewski, Karg & Hirschmann, 1992
- Leitneria Evans, 1957
- Saprosecans Karg, 1964